# Каганець

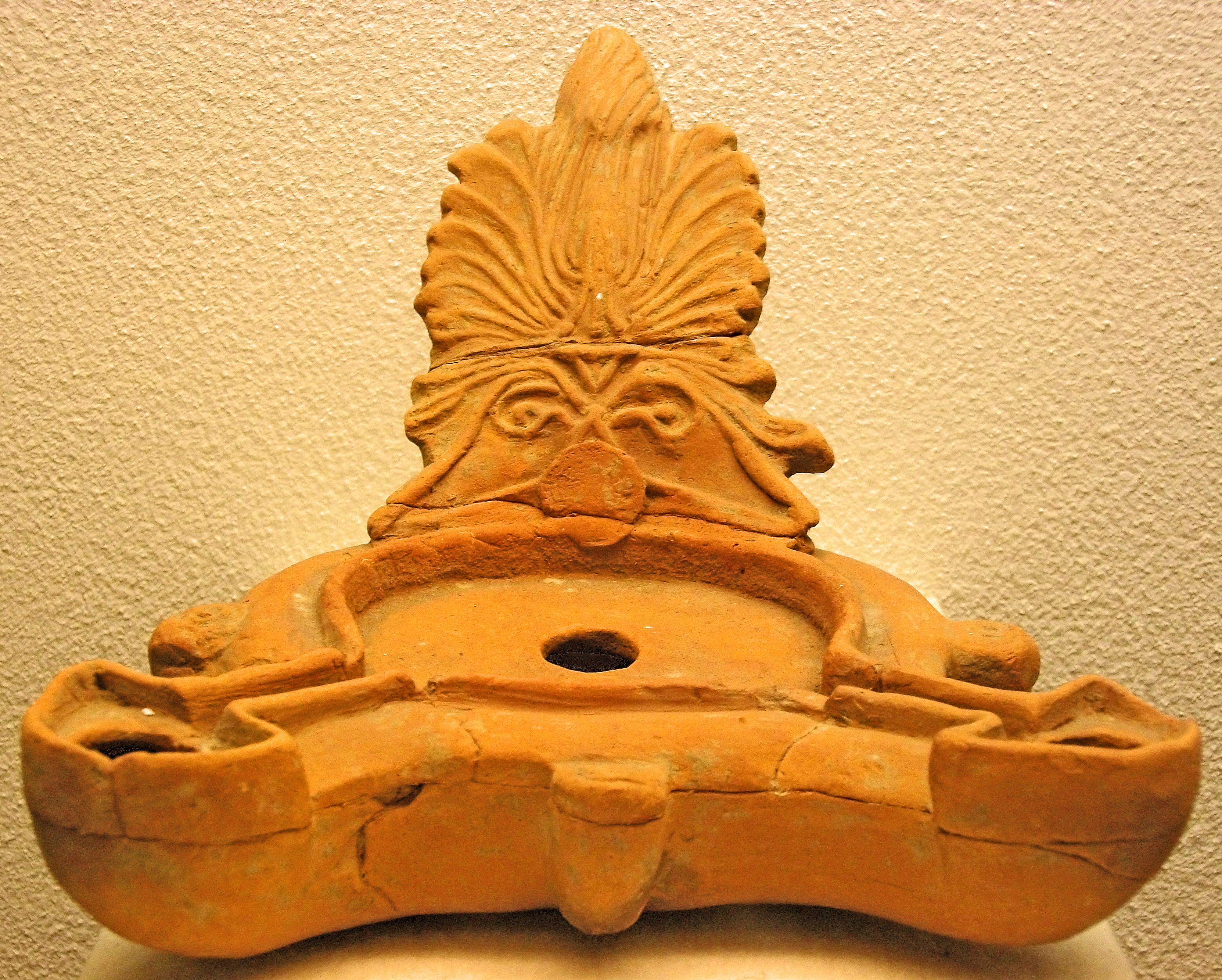
Антична (давньоримська) олійна лампа з двома соплами (з розкопок в Німеччині)

Кагане́ць, також олійна лампа, розм. мигуне́ць — світильник, що працює на основі згорання олії або лою. Принцип дії схожий з принципом дії гасової лампи: в місткість заливається олія, туди опускається ґніт — мотузка, що складається з рослинних або штучних волокон, за якими, відповідно до властивостей капілярного ефекту олія підіймається вгору. Другий кінець ґнота, закріплений над олією, підпалюється, і олія, піднімаючись по ґноту, горить.
Каганці застосовувалися з давніх-давен. У стародавні часи каганці виліпляли з глини, або виготовляли з міді.
У арабській казці «Аладін» зі збірки «Тисяча й одна ніч» в мідному каганці живе Джин.
Спеціальним чином пристосовані олійні лампи використовувалися принаймні до XIX століття для виміру часу, бувши одним з типів вогневих годинників.

## Історичні дані

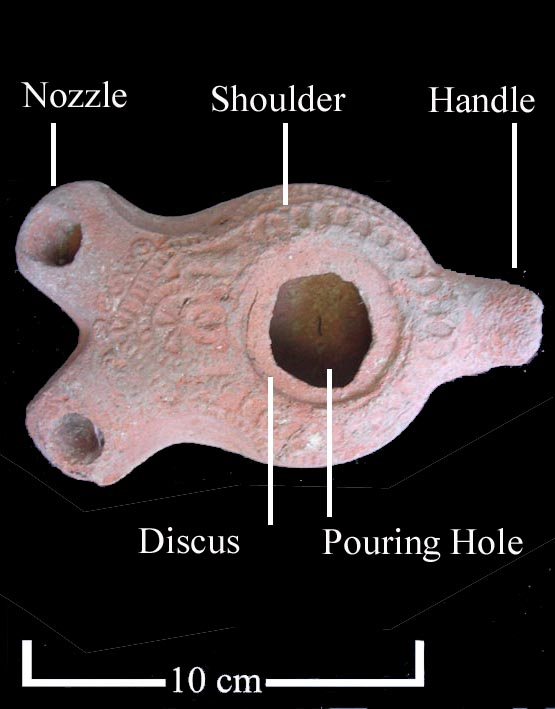
Олійна лампа, знайдена в Самарії.

Найпоширеніші зразки олійних ламп — це звична плошка-блюдце та напіввідкрита конструкція з ємністю для олії та носиком-отвором для запалювального ґнота. Останній різновид мав значне поширення, вироблявся з різних вогнетривких матеріалів, серед яких — кераміка, камінь, метали і їх сплави.
Лампа з напіввідкритою місткістю для олії набула своєрідного консерватизму і мала поширення століттями, однак це не заперечувало пошуків нових її форм та оздоб.
Подібна конструкція має місткість для олії, отвір для заливки олії, держак-руків'я, носик-сопло з ґнотом. Носиків могло були два-три або більше, але при цьому зростала кількість витраченої олії. Незвичний візерунок, рельєф або скульптурна форма перетворювали цей освітній реманент у справжній шедевр декоративно-ужиткового мистецтва.
Форма такої лампи чи її характерні оздоби багато чого розповідають дослідникам про епоху створення пристрою чи навіть про місце його виготовлення.

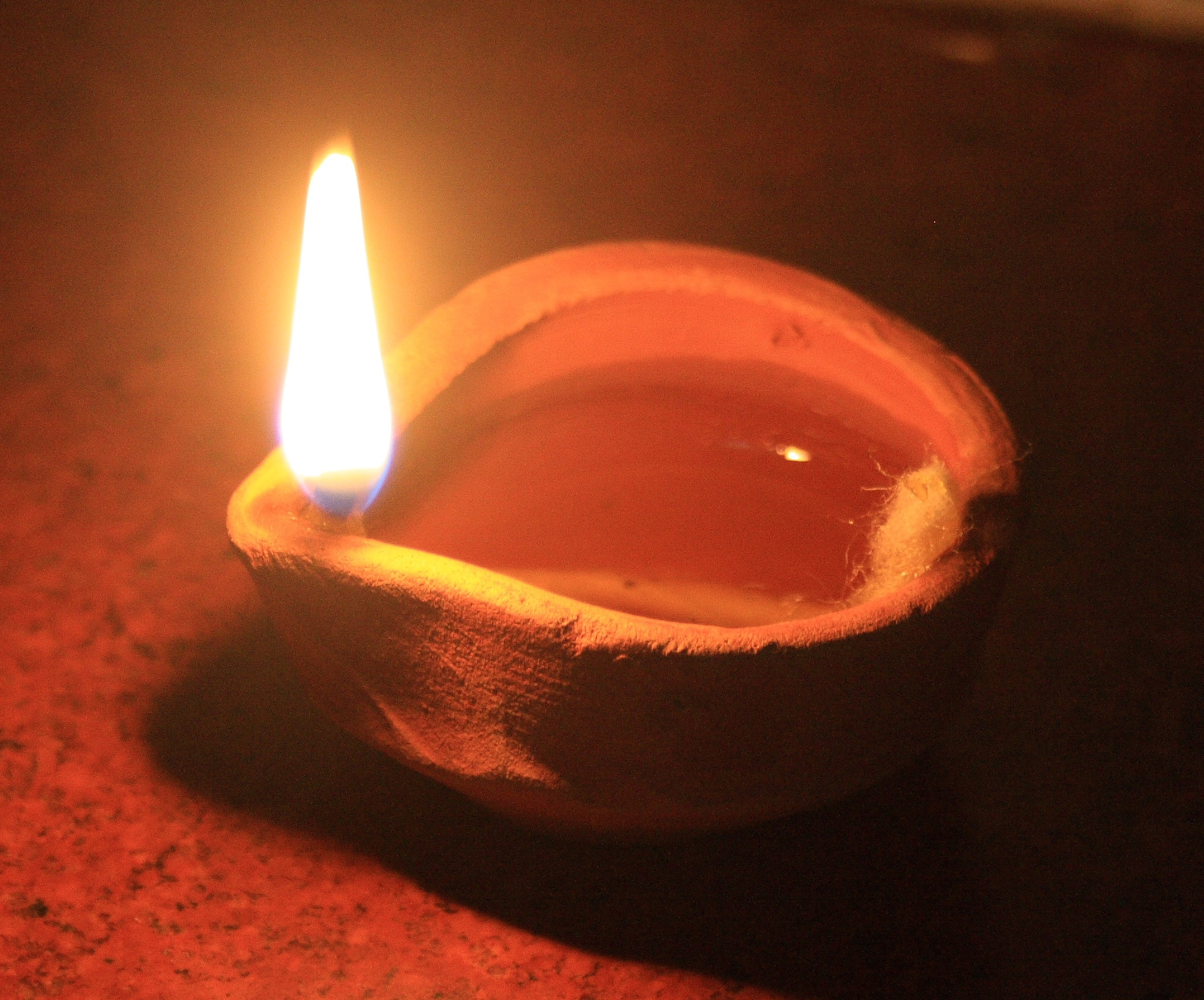
Каганець
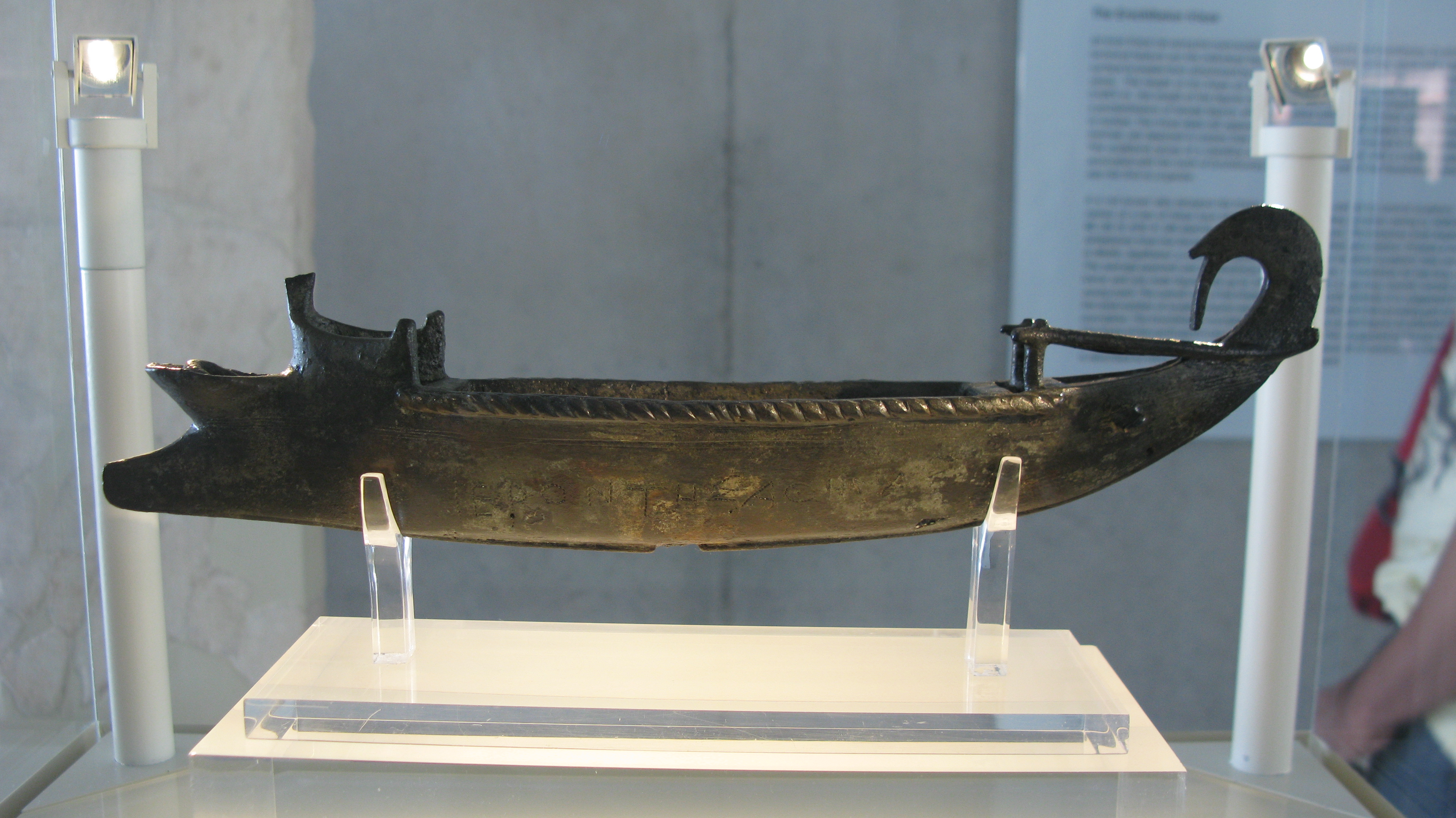
Давньогрецька лампа у вигляді човна, бронза, музей Акрополя.
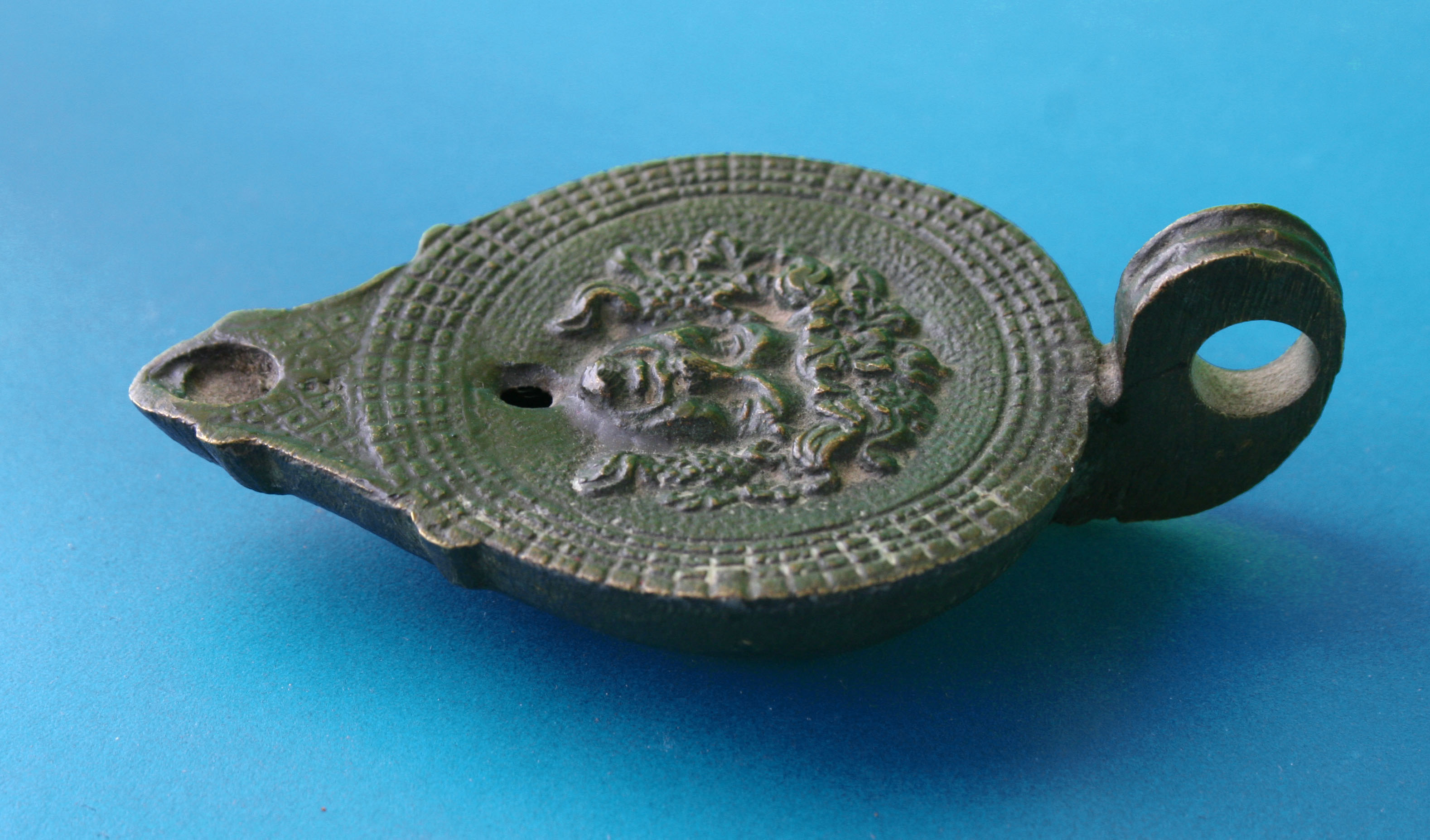
Лампа з головою Бахуса за античним зразком, класицизм, 1790-і рр.
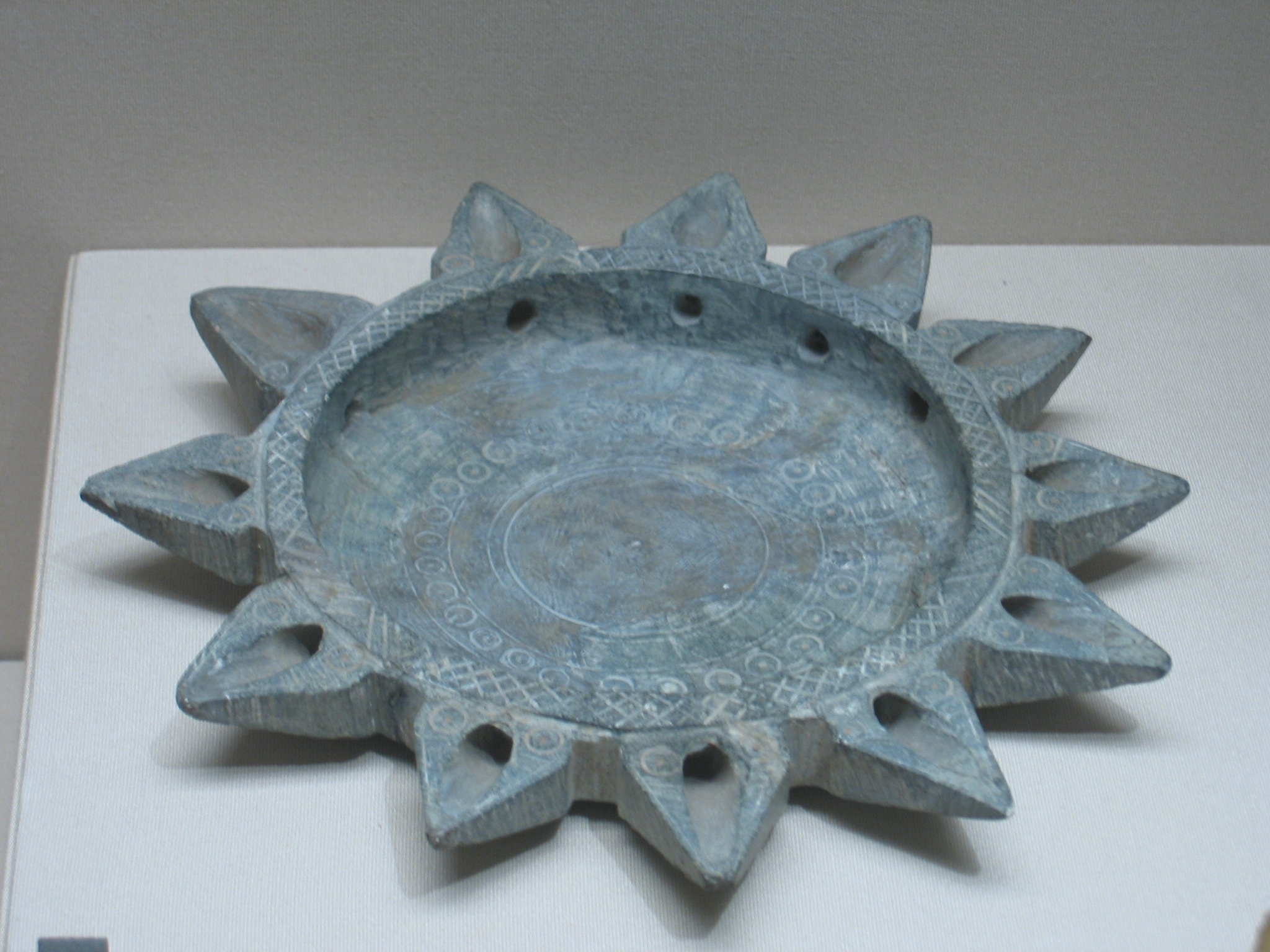
Лампа з каменю стеатиту, Нішапур
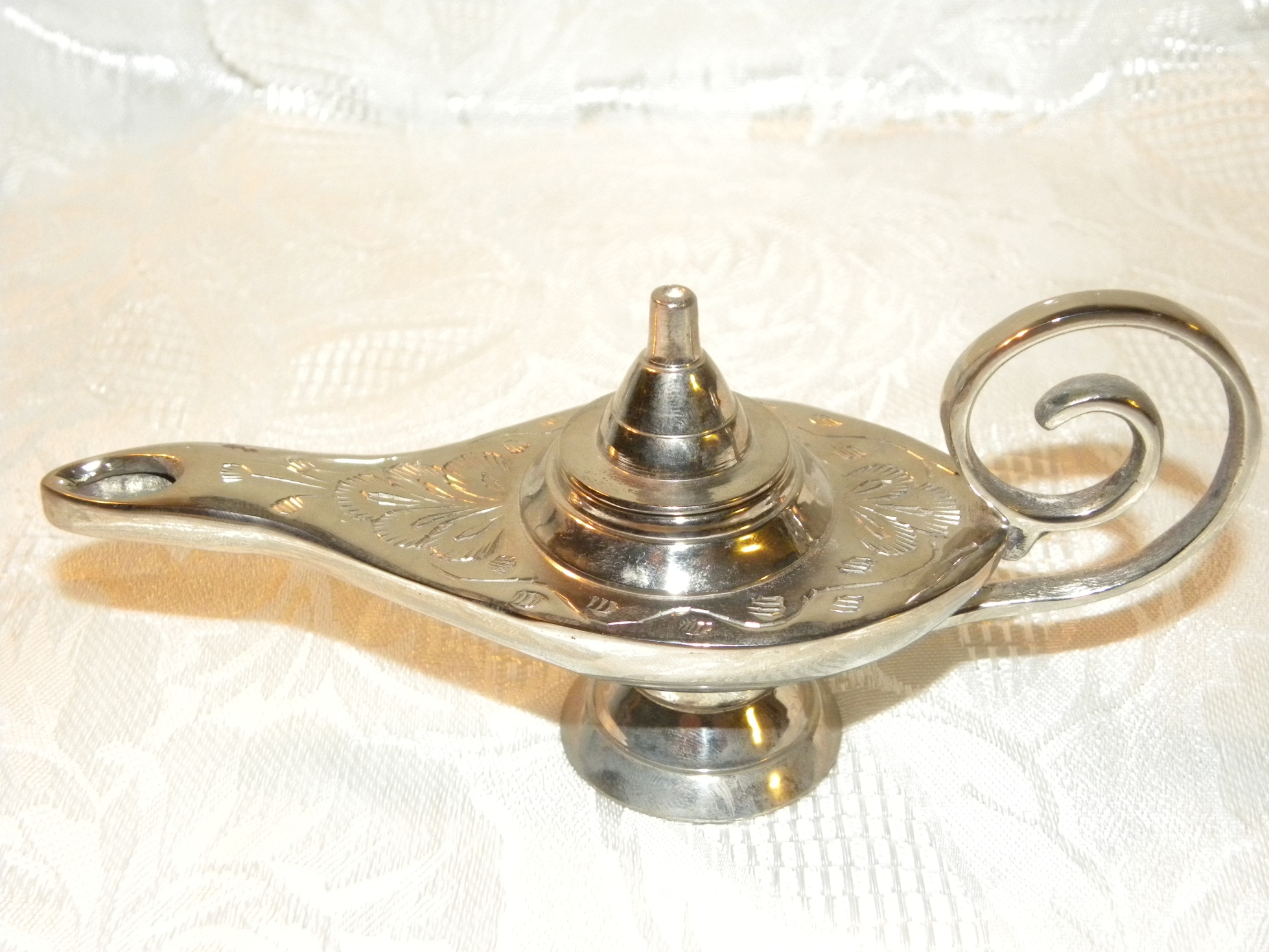
Лампа з Близького Сходу, "Чарівна лампа Аладіна".

## Галереї олійних ламп

### Олійні лампи Стародавньої Греції

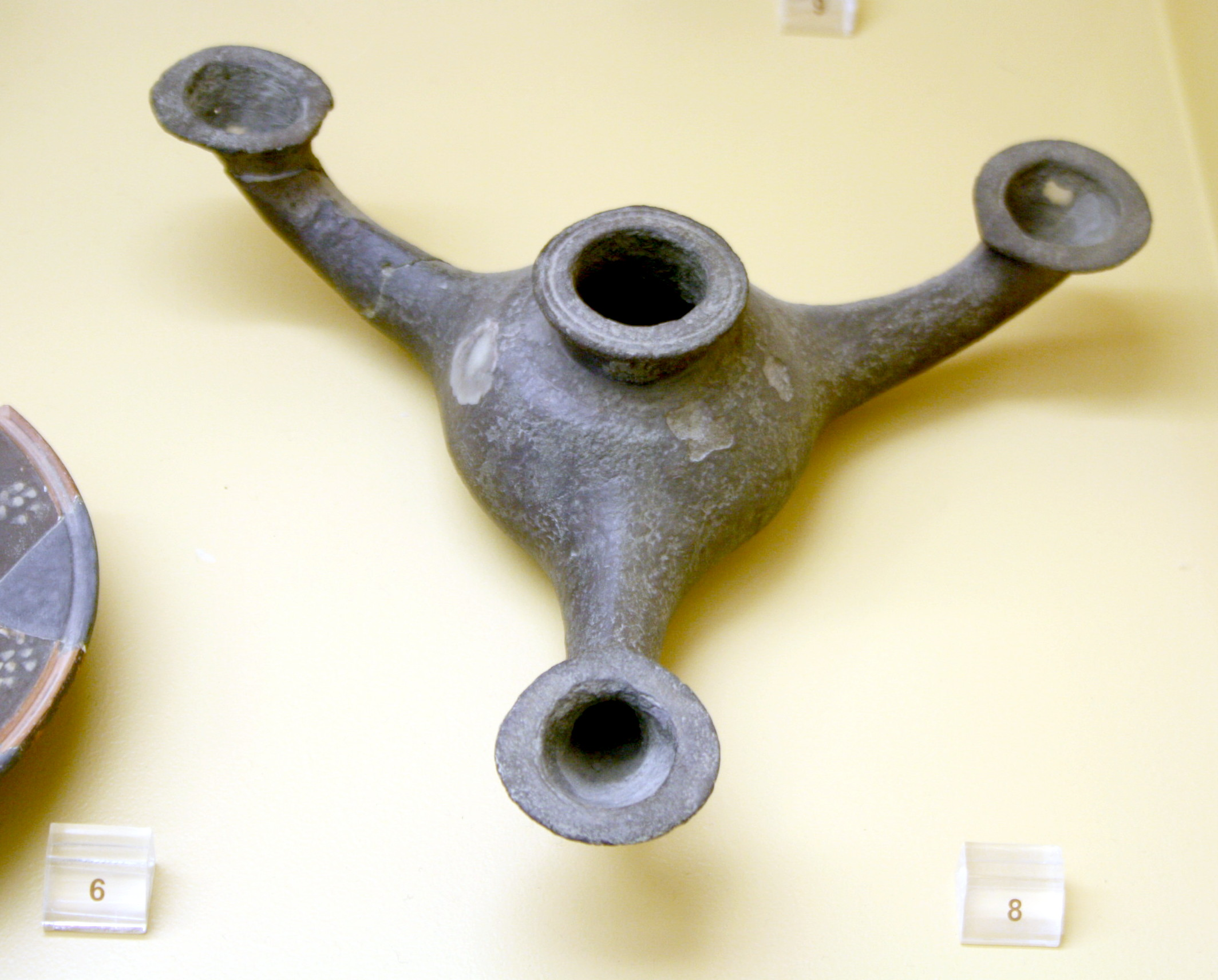
Бронзова лампа з Афін
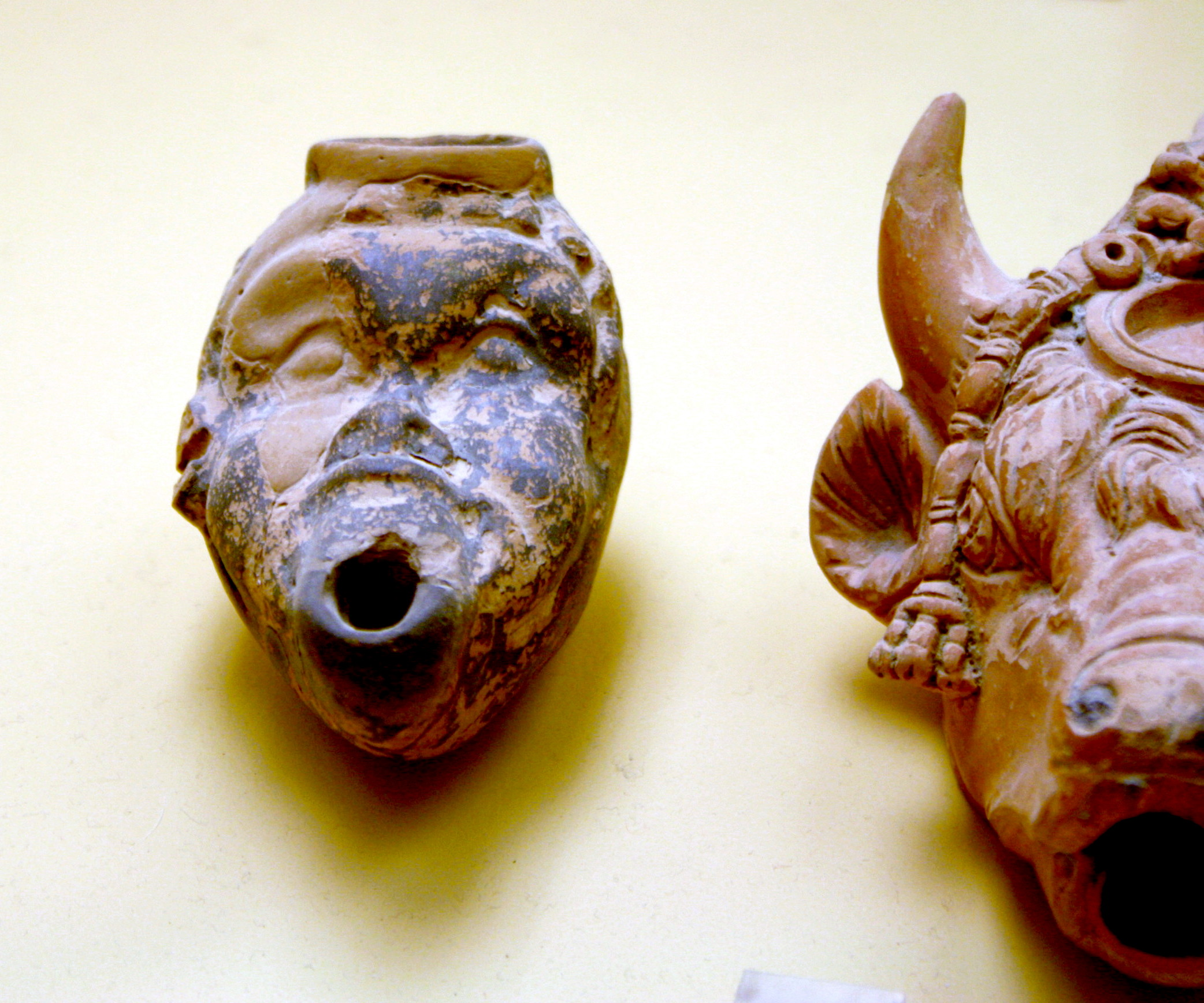
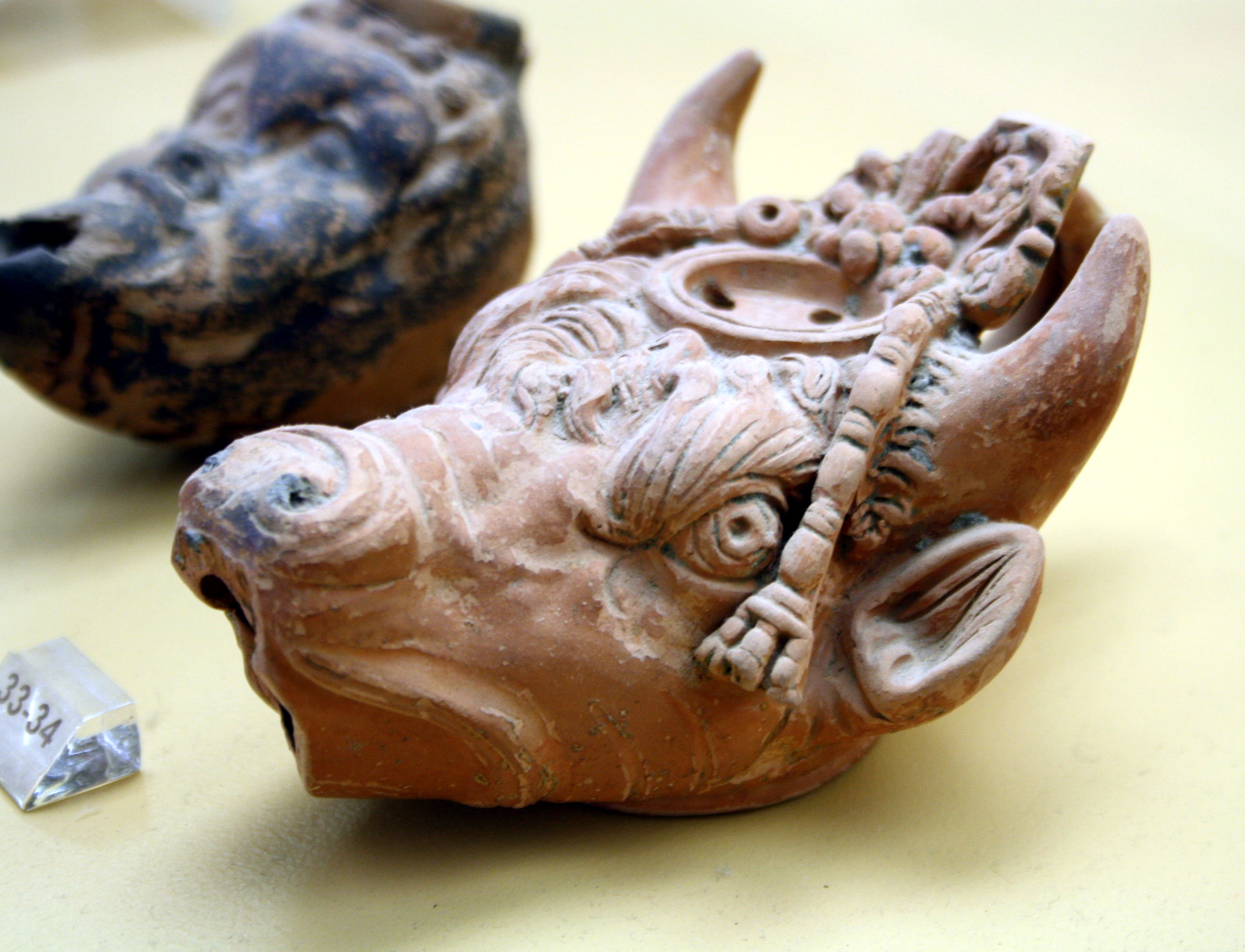
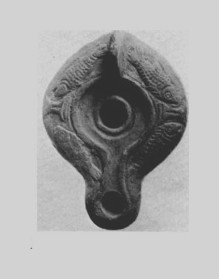
Лампа з острова Самос

### Олійні лампи Стародавнього Риму

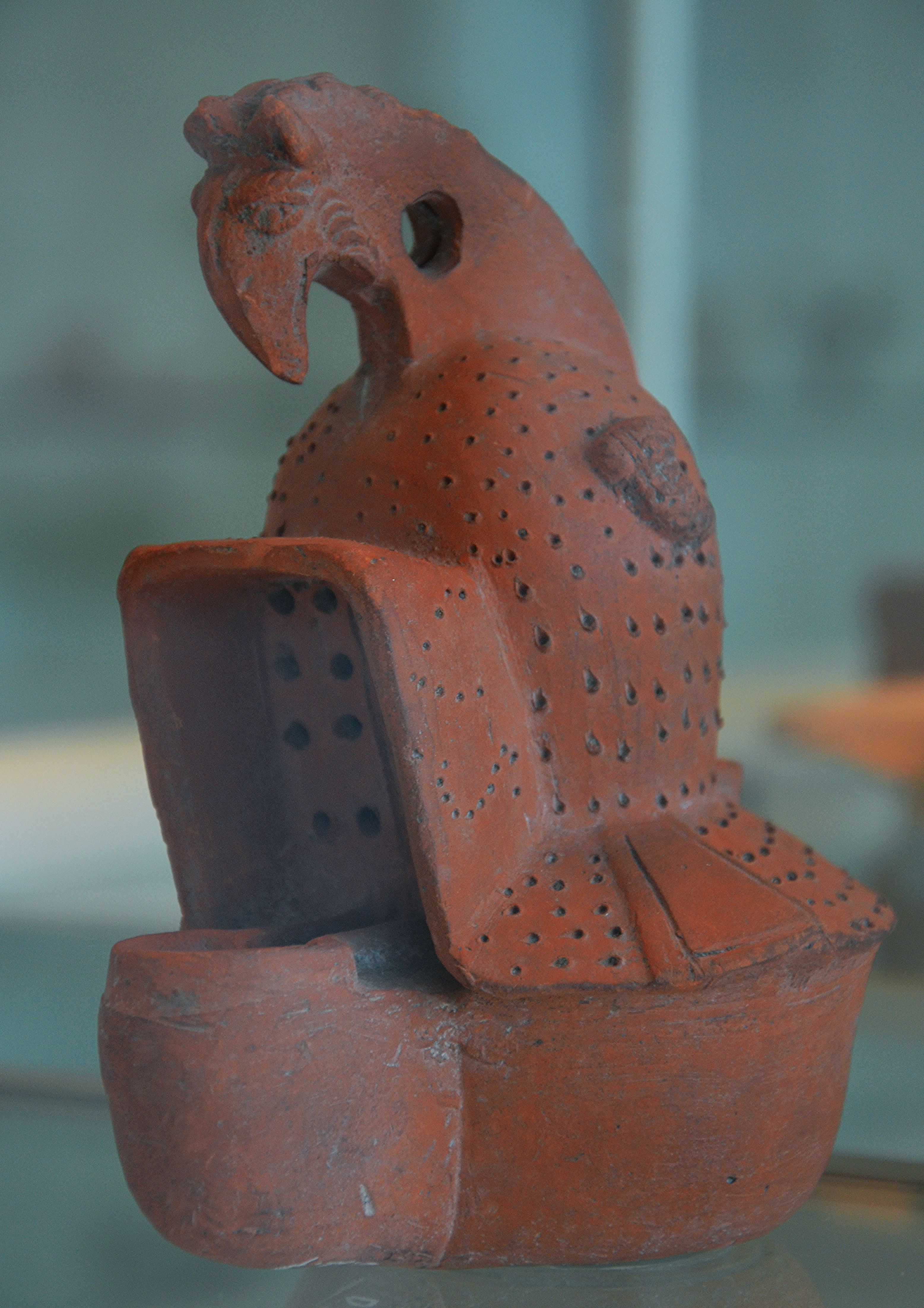
Олійна лампа у вигляді шолома гладіатора (теракота), Стародавній Рим, Музей Валкгоф-Кам, Неймеген, Нідерланди

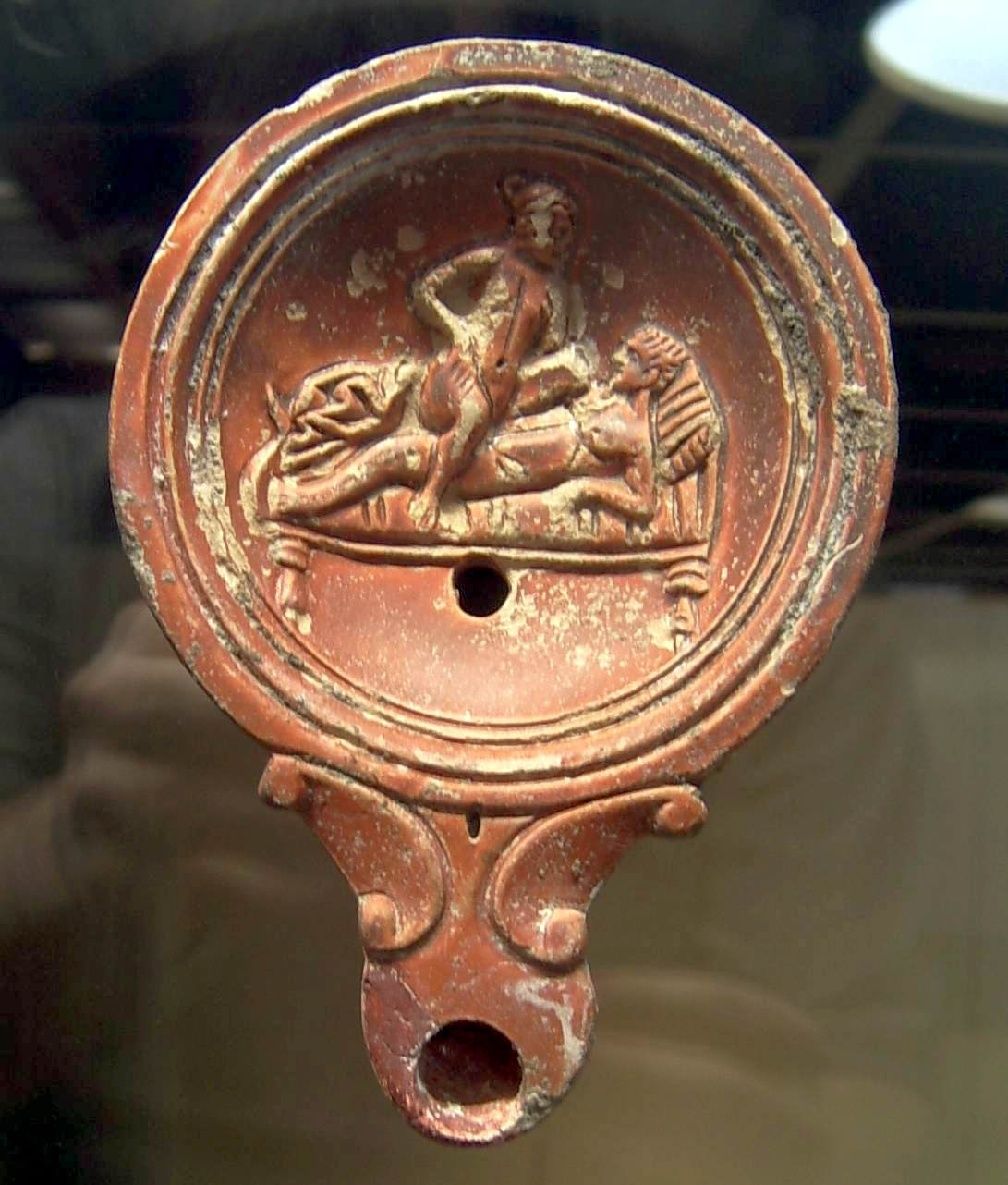
Керамічна лампа з еротичною сценою
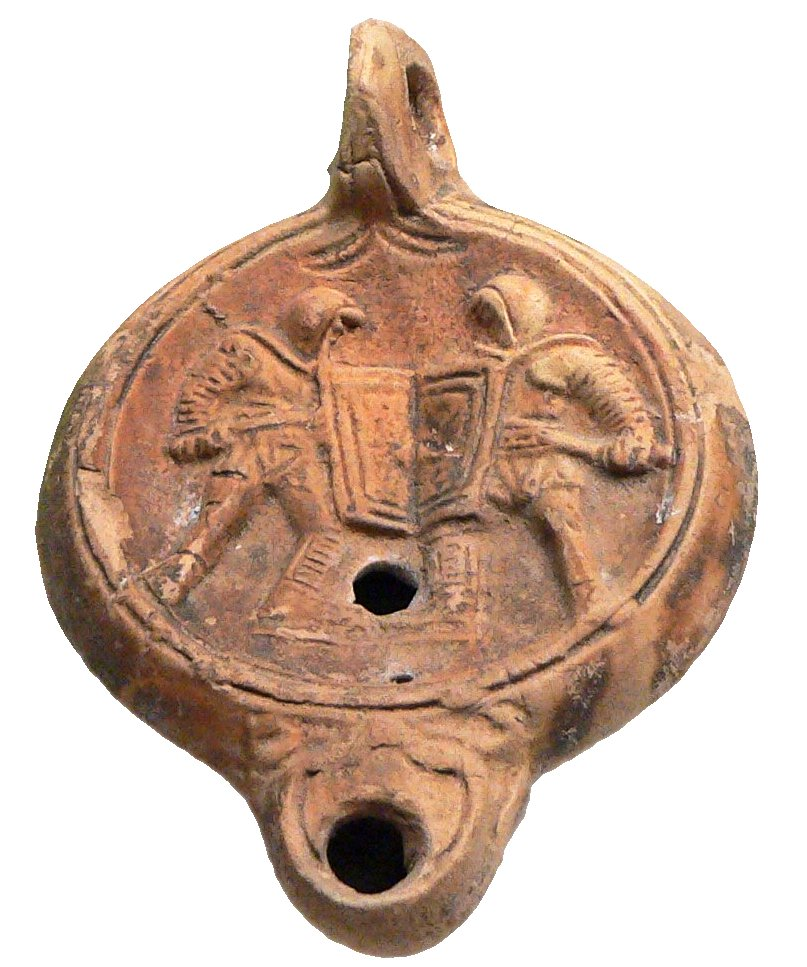
Керамічна лампа з гладіаторами
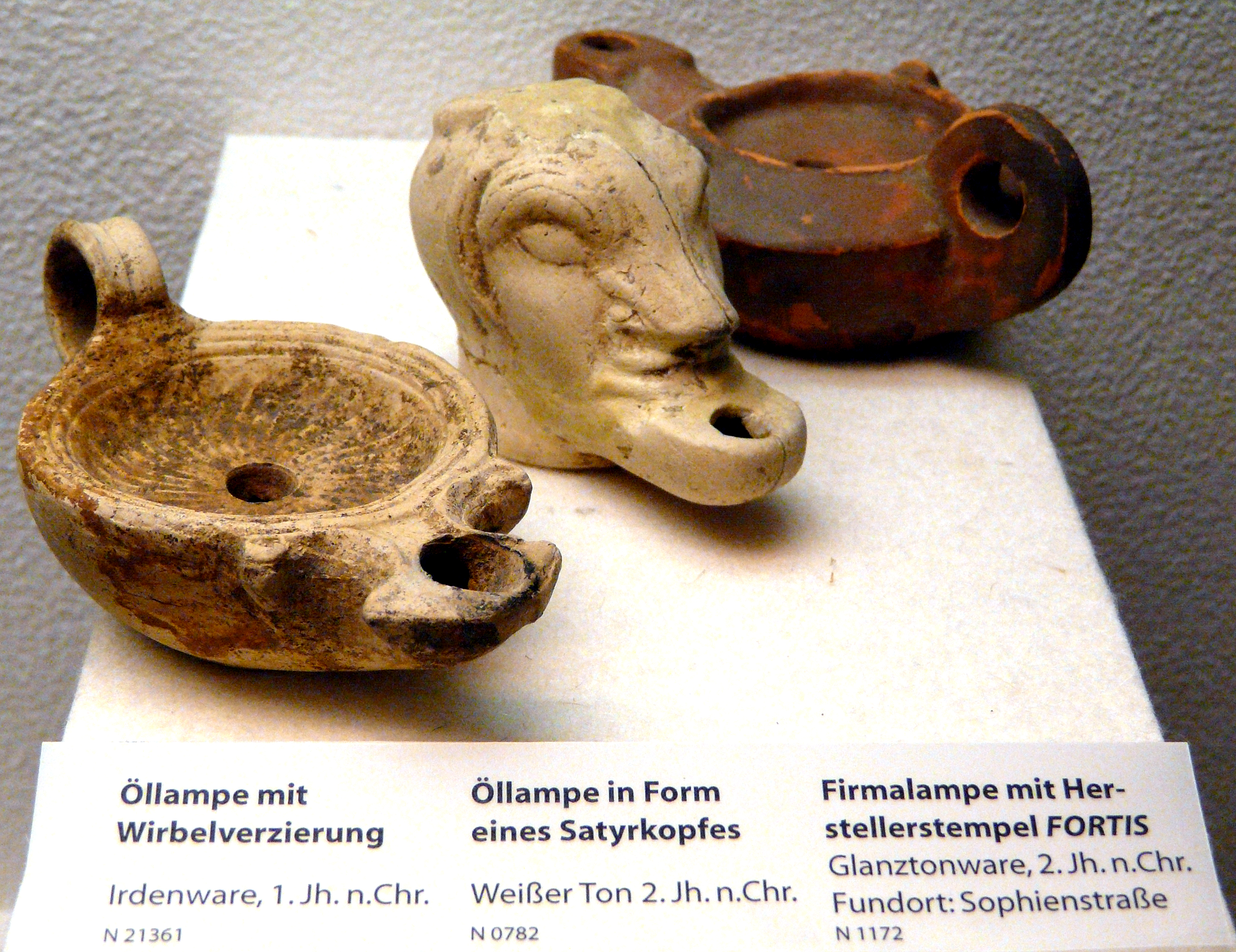
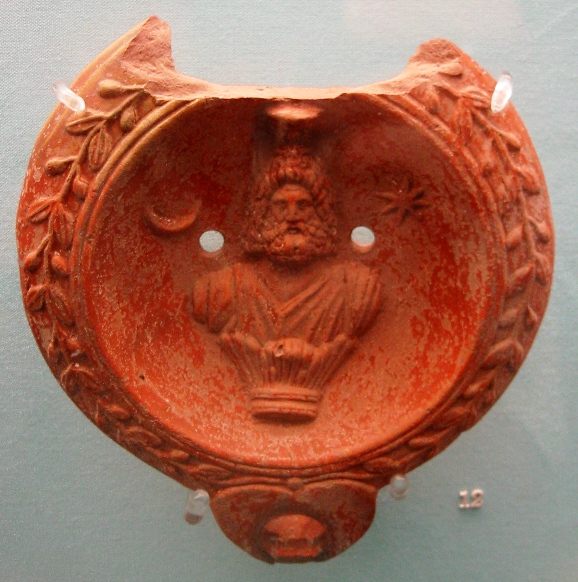
Уламок олійної лампи з погруддям бога Серапіса, Британський музей.

### Скляні лампи мусульман

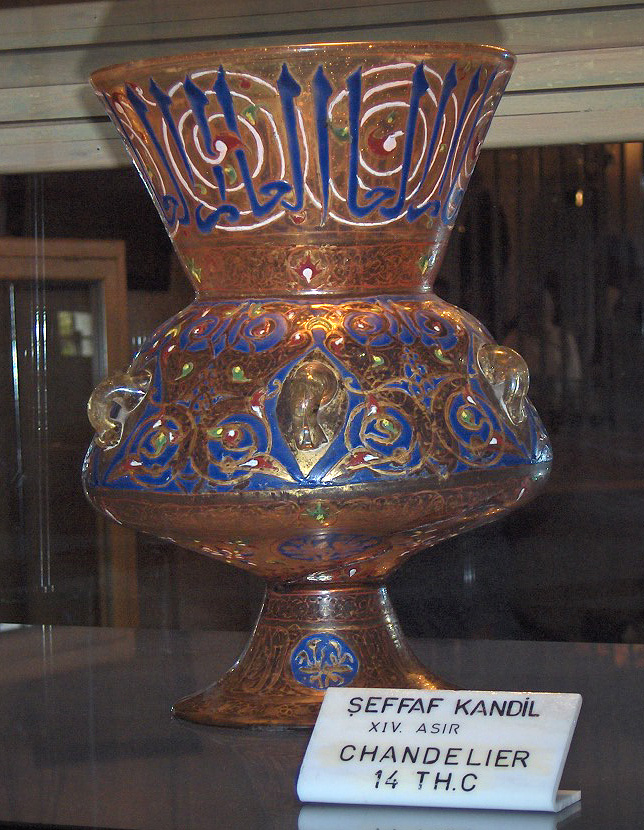
Скляна лампа 14 ст, Конья, Туреччина.

У мусульманських країнах середньовіччя з розвиненим скляним виробництвом винайшли свій варіант олійної лампи зі скла. Вона мала вигляд вази з ніжкою та вушками-отворами для металевих ланцюжків для підвішування. Подібні лампи використовували для освітлення мечеті.
Напівпрозорі боки скляної лампи розфарбовували емалями, додавали візерунки та каліграфічні арабські написи. Заборона на зображення людей спонукала звертатися до зображення рослин, птахів, геральдичних знаків. Замовниками скляних ламп були багаті верстви населення, тому на боках цих ламп могли бути титули можновладця і розфарбоване золотом тло. Виготовленням подібних ламп особливо уславилися скляні майстерні середньовічних Сирії та Єгипту. З доби хрестових походів ці лампи почали вивозити в Західну Європу і навіть — караванними шляхами — у Китай. З середньовіччя дійшло небагато подібних зразків сирійсько-єгипетських витворів. Вони давно стали надбанням великих музеїв.

### Зразки середньовічних ламп

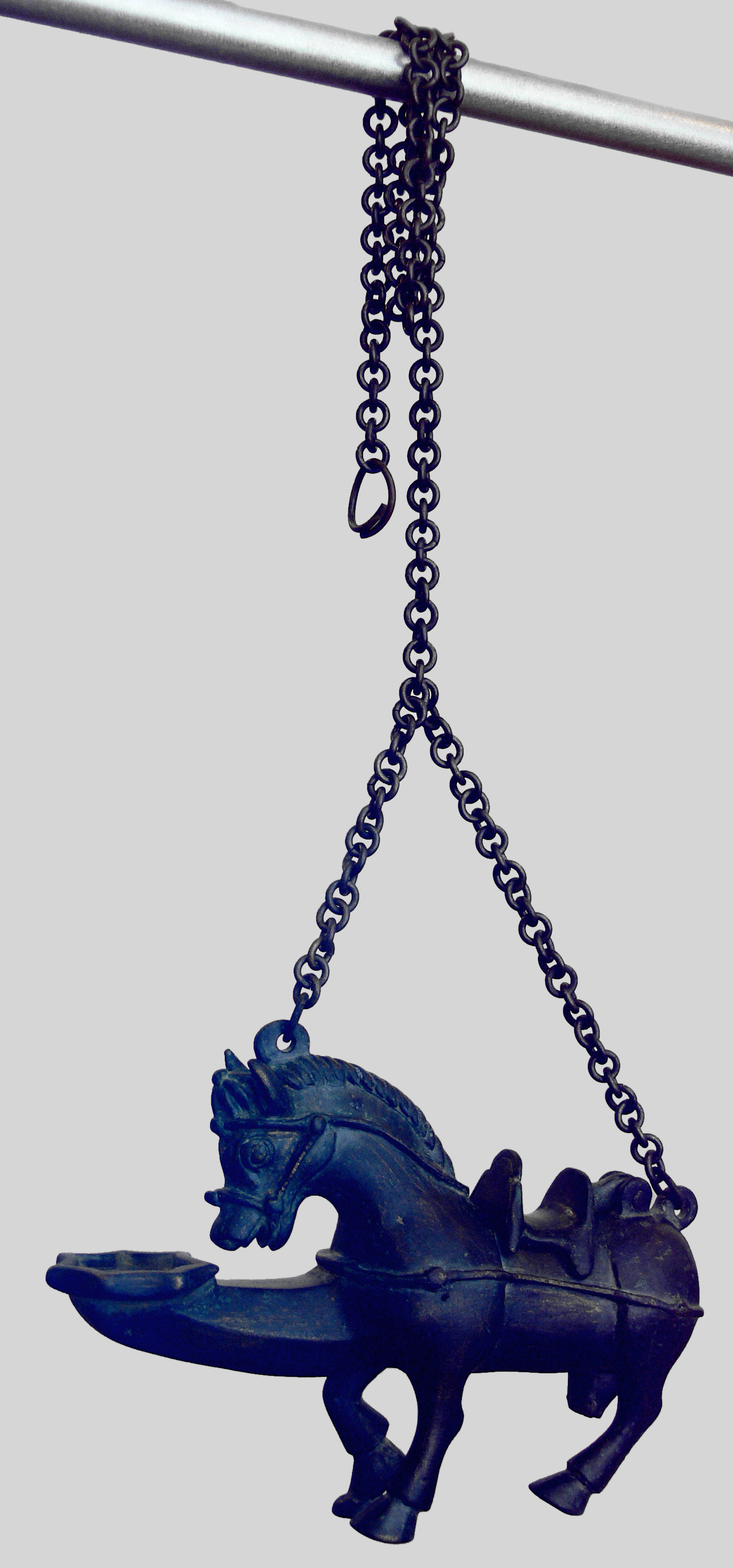
Олійна лампа у вигляді коня, Візантія.Боде музей, Берлін
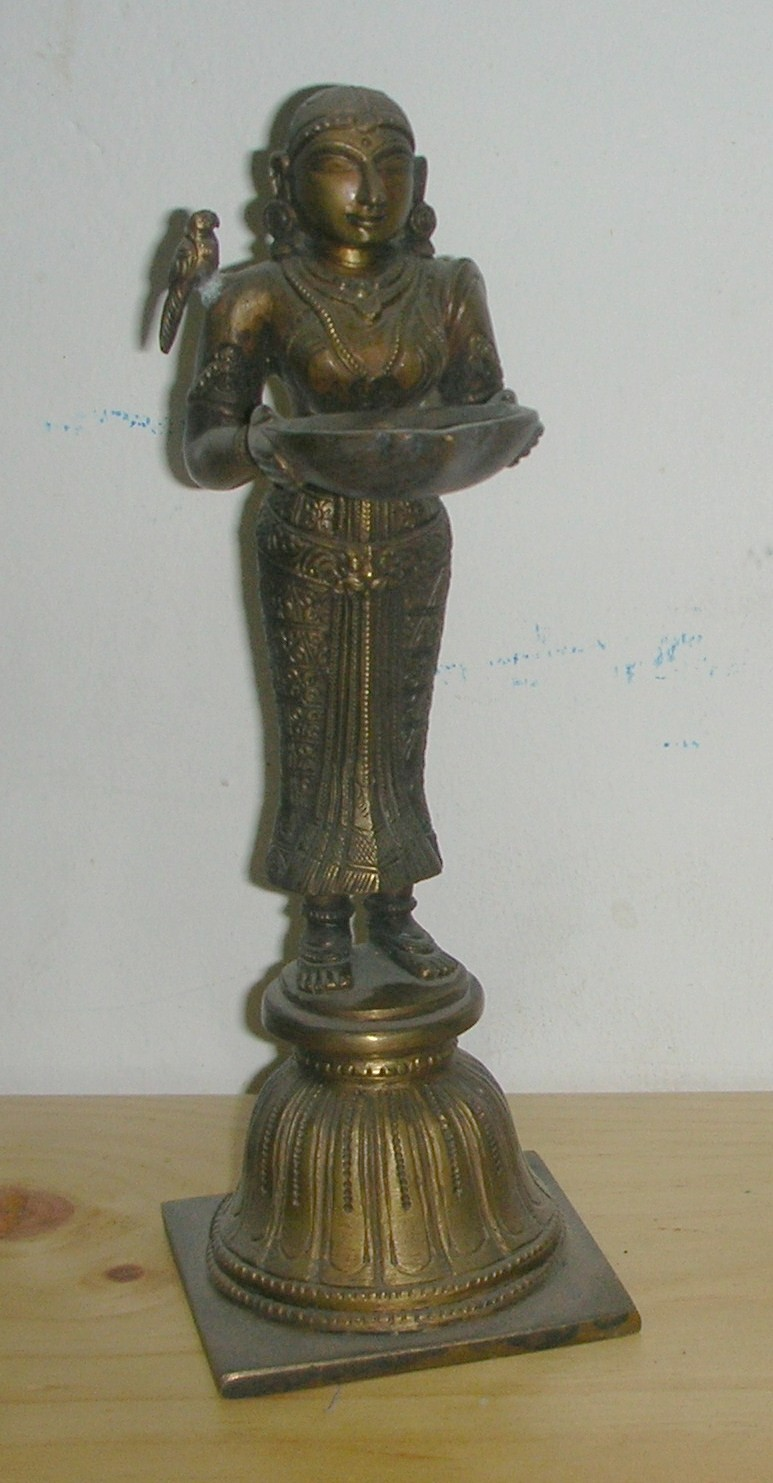
Олійна лампа з Індії
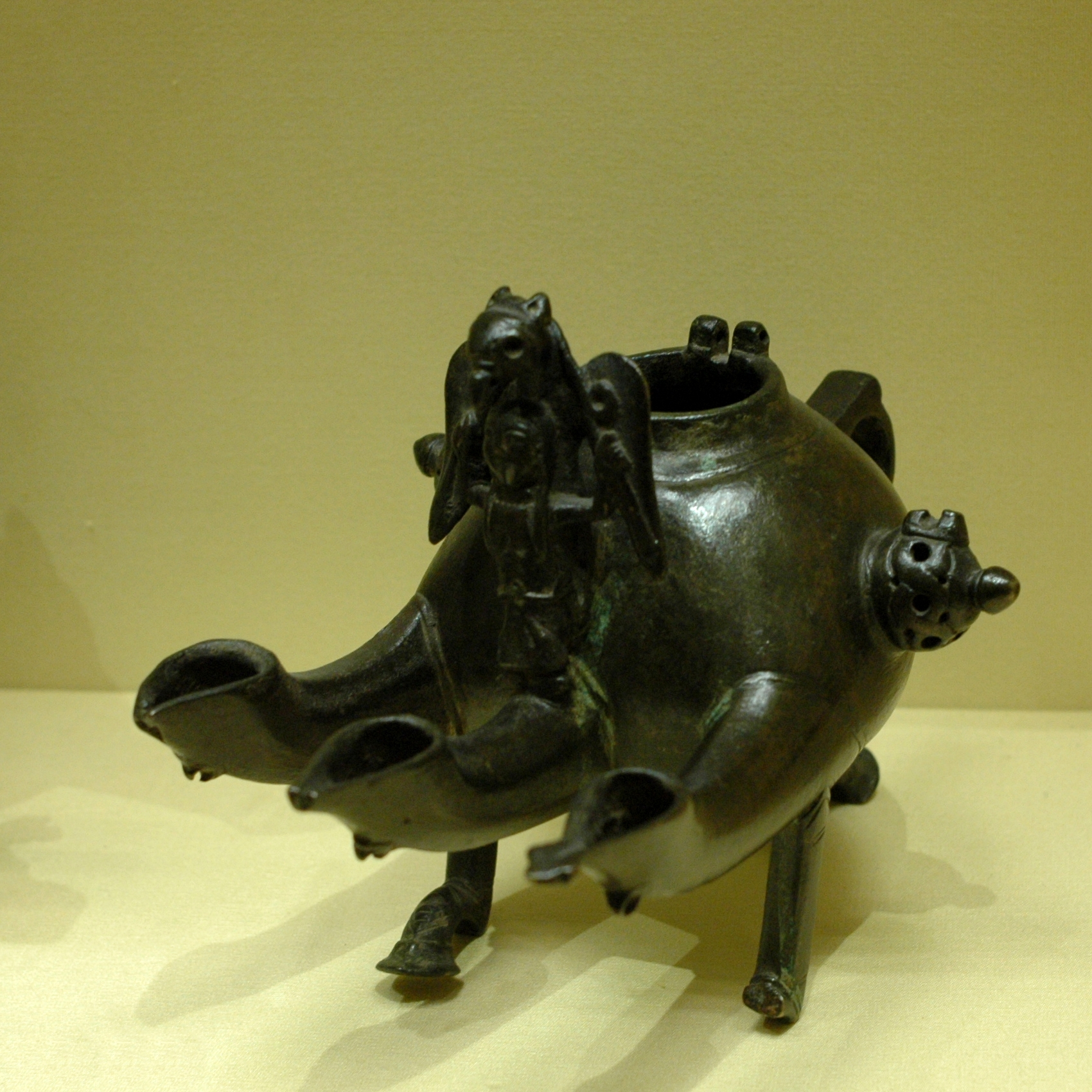
Металева лампа з трьома соплами, Персія, Хорасан. Лувр, Париж
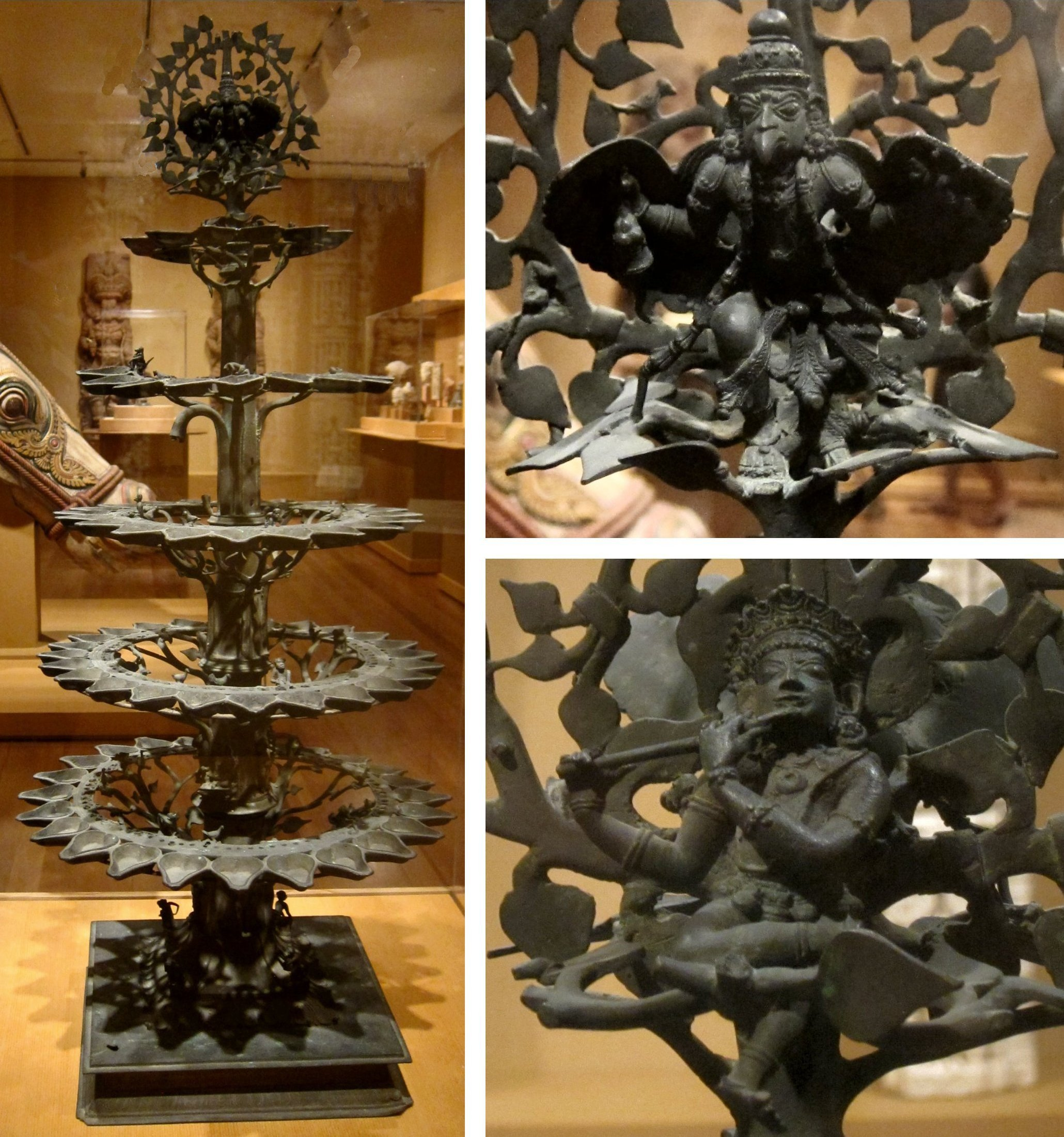
Олійна лампа, штат Керала, Академія мистцтв, Гонолулу.

### Олійна лампа в мистецтві

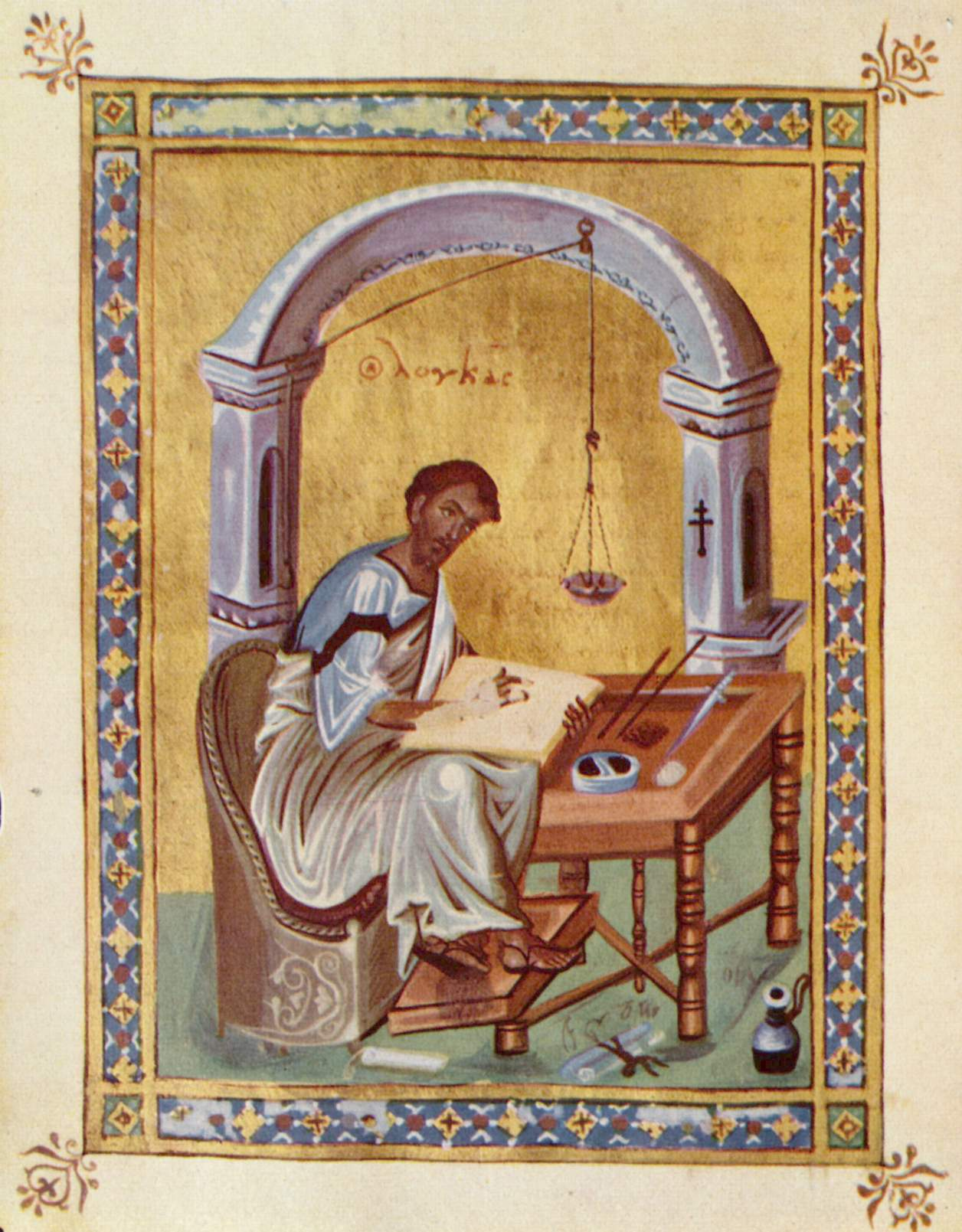
Мініатюра, Візантія, 10 ст. Євангеліст Лука.
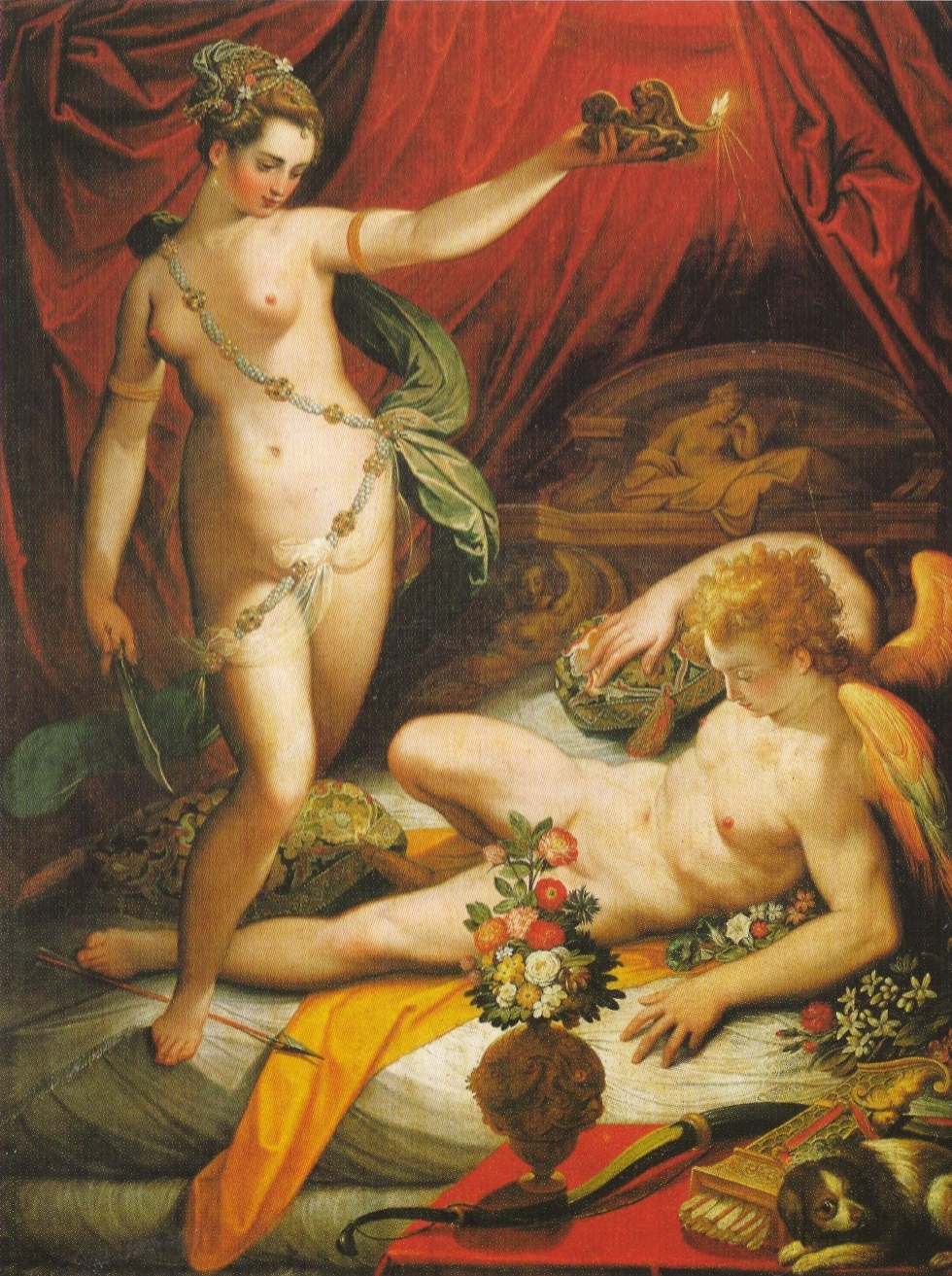
Худ. Якопо Цуккі, Психея розглядає сплячого Амура, 1589 р., маньєризм.
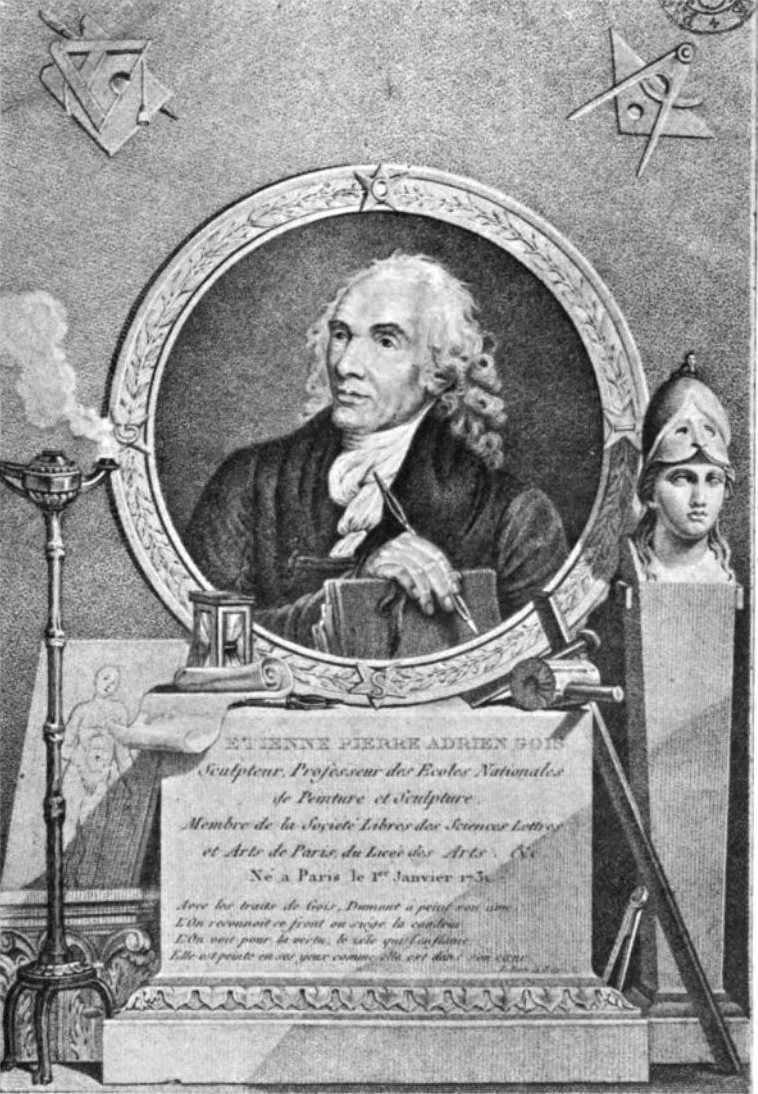
Портрет французького скульптора, класицизм
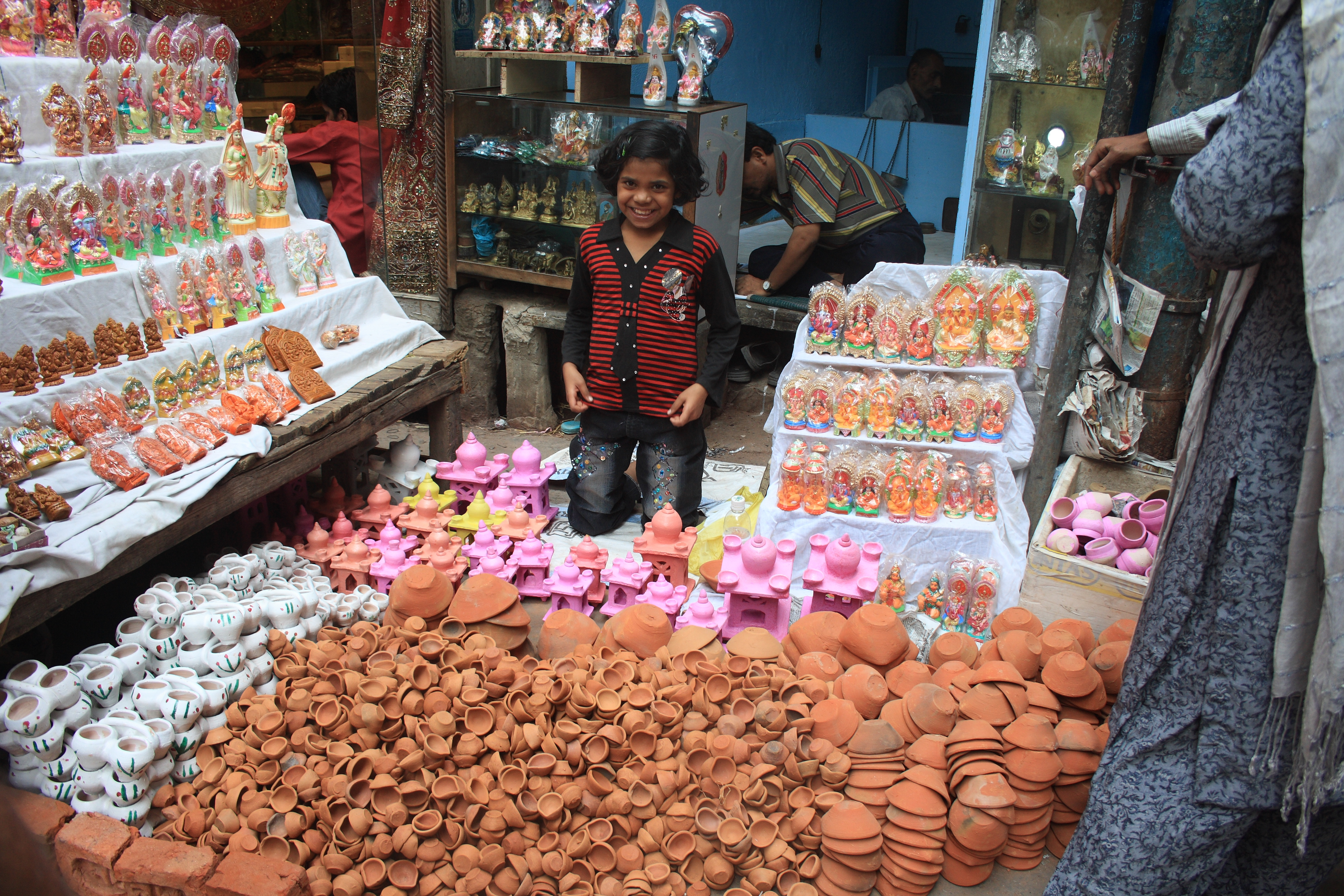
Сучасна крамниця ламп у Делі, Індія